# دارة أويلرية

مخطط جسور كونيغسبرغ السبعة. هذا المخطط ليس أويلريا. وبالتالي، لا حل لهذه المسألة.

مسار اويلري (بالإنجليزية: Eulerian path)‏، في نظرية المخططات، هو مسار يربط بين نقاط على رسم بياني حيث يمر هذا المسار بكل حافة مرة واحدة، لا أكثر ولا أقل. اُكتُشِفت هذه النظرية من قبل عالم الرياضيات السويسري ليونهارت أويلر خلال محاولته حل مسألة جسور كونيغسبرغ السبعة الشهيرة.

## تعريف
حلقة أويليرية هي مسار أويليري نقطة البداية فيه نفسها نقطة النهاية. بعبارة أخرى: تبدأ الحلقة بنقطة معينة وتمر بجميع النقاط الأخرى ثم تعود إلى نقطة البداية.

## وصلات خارجية
- Euler tour at موسوعة الرياضيات  [لغات أخرى]‏.